# خوان فوينتيس
خوان فوينتيس (بالإسبانية: Juan Fuentes)‏ (21 مارس 1995 برانكاغوا في تشيلي - ) هو لاعب كرة قدم تشيلي في مركز الوسط. لعب مع نادي أوهيجينس.

## وصلات خارجية
- خوان فوينتيس على موقع قاعدة بيانات كرة القدم.إي يو (الإنجليزية)
- خوان فوينتيس على موقع Soccerway.com (الإنجليزية)
- خوان فوينتيس على موقع عالم كرة القدم.نت (الإنجليزية)
- خوان فوينتيس على موقع AS.com (الإسبانية)